# І завтра жити
«І завтра жити» — радянський двосерійний телефільм 1987 року, знятий режисером Валеріаном Підпалим на Кіностудії ім. О. Довженка.

## Сюжет
У роки перебудови молодому та здібному керівнику Ігорю Шитікову пропонують очолити відстаючий колгосп. Після оновлення він зміг би постачати заводчан великого промислового об'єднання сільськогосподарською продукцією. Але питання про реорганізацію колгоспу повноважний вирішити лише сільський схід. Телефільм ґрунтується на реальних фактах діяльності Білгородського промислового об'єднання «Енергомаш».

## У ролях
- Олексій Ареф'єв — Ігор Шитіков
- Лідія Федосєєва-Шукшина — Мартинова
- Володимир Сошальський — Стольников
- Олександра Яковлєва — Ірина
- Маргарита Криницина — Мотрона
- Євген Леонов-Гладишев — Григорій
- Анатолій Рудаков — Степан
- Ігор Добряков — Нікітін
- Юрій Муравицький — Карпинський
- Володимир Антонов — Ларіон
- Наталія Поліщук — Тамара
- Любов Богдан — Люба
- Тетяна Агризкова — Зіна
- Олег Єфремов — Звягінцев
- Віктор Іллічов — Мітін
- Микола Гудзь — Лазебник
- Володимир Костюк — епізод
- Юрій Медведєв — епізод

## Знімальна група
- Режисер — Валеріан Підпалий
- Сценарист — Євген Онопрієнко
- Оператори — Вадим Верещак, Олександр Москаленко
- Композитор — В'ячеслав Назаров